# Roy Knabenshue

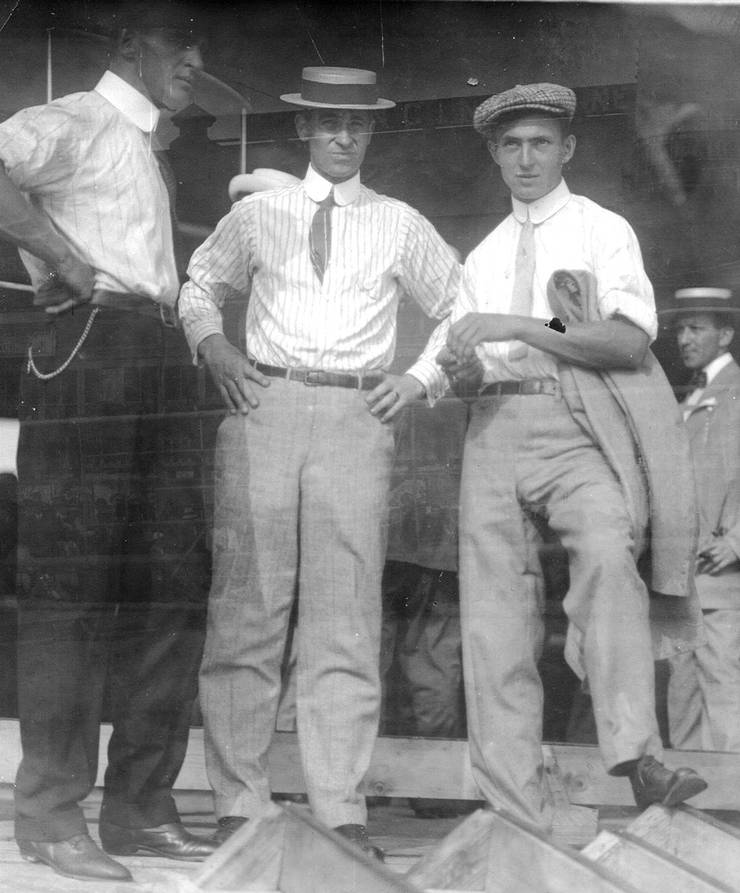
Roy Knabenshue ao centro, julho de 1910.

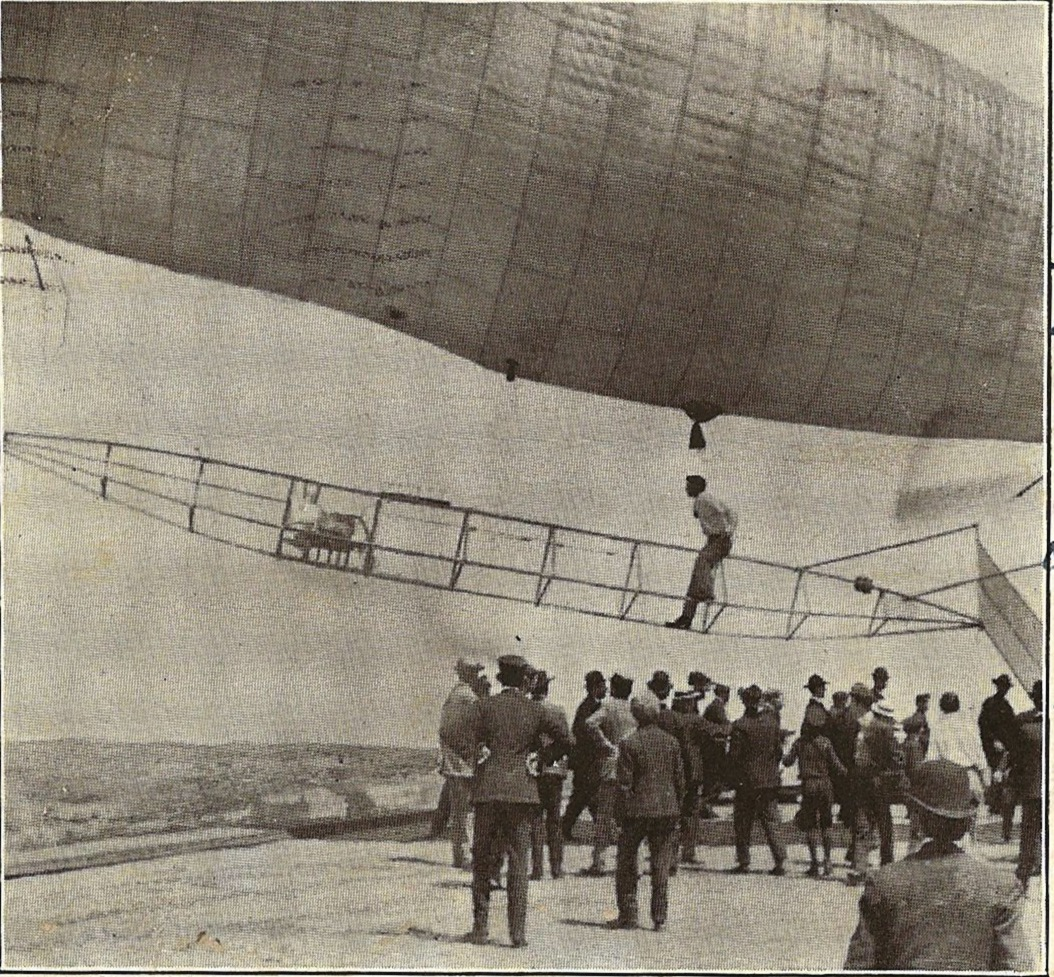
Parte de um cartão postal de 1905, com os dizeres: "Knabenshue e seu dirigível".

Augustus Roy Knabenshue, ou simplesmente Roy Knabenshue (✰ Lancaster, 15 de julho de 1876;  ✝ Temple City, 06 de março de 1960) foi um engenheiro aeronáutico e aviador Norte americano.

## Histórico
Os pais de Roy Knabenshue foram: Salome Matlack e Samuel S. Knabenshue. Samuel era um educador e redator político do jornal Toledo Blade por muitos anos, serviu como cônsul dos Estados unidos em Belfast, Irlanda, entre 1905 e 1909 e como cônsul geral em Tianjin, China, entre 1909 e 1914.
Em 3 de agosto de 1904, na Louisiana Purchase Exposition em St. Louis, Roy Knabenshue pilotou o dirigível "California Arrow" de Tom Baldwin, atingindo 610 m de altitude, fazendo uma curva e retornando ao ponto de partida.
Roy também foi o primeiro a efetuar um voo de dirigível sobre a cidade de Nova Iorque em 1905.
Roy participou de shows aéreos executando "performances" acrobáticas. Mais tarde foi contratado  como gerente geral do Wright Exhibition Team. Entre 1933 e 1944, ele trabalhou para o National Park Service, e depois disso, trabalhou em Los Angeles, Califórnia, para uma empresa recondicionadora de aviões usados.
Em 1958, Roy teve um primeiro infarto, e um segundo em Arcadia, Califórnia, em 21 de fevereiro de 1960, vindo a falecer em 6 de março de 1960 aos 84 anos num hospital em Temple City, Califórnia.
Os serviços funerais ocorreram em 9 de março e ele foi enterrado no cemitério Valhalla Memorial Park em Los Angeles.

## Os dirigíveis de Knabenshue
Depois da experiência pilotando para Tom Baldwin, Roy Knabenshue começou a fabricar e pilotar seus próprios dirigíveis. Segue a lista dos Dirigíveis de Knabenshue que se tem notícia:
- Toledo Nº1 (1905)
- Toledo Nº2 (1905)
- Knabenshue II (1906)
- Knabenshue Nº3 (1907)
- Knabenshue Passenger I (1907)
- Knabenshue Passenger II (1908)